# 켁카타

켁카타의 문장

켁카타(Qeqqata, 정식으로는 Qeqqata Kommunia)는 2009년 1월 1일부로 개편된, 그린란드의 새 행정구역의 하나로서, 그린란드의 중서부에 위치하고 있다. 인구는 2008년 1월 기준으로 9,627명이다. 이 자치체의 행정 중심지는 시시미웃(Sisimiut)이다. 캥거흘루수악(Kangerlussuaq) 국제공항이 켁카타 서부의 가장 긴 피오르 끝쪽에 위치해 있다.